# Гимово
Гимово — посёлок в Майнском районе Ульяновской области. Административный центр Гимовского сельского поселения.

## История
До 1917 г. территория посёлка и земли вокруг него принадлежали крупному помещику Зубову (центральная усадьба его находилась в с. Карлинское, а сам помещик жил в Петербурге). В начале 20 века здесь находилась графская усадьба Хохловка, названная так, по фамилии живших тут крестьян Хохловых (состоящий в ней управляющим поляк Феликс, в 1916 г. бежал на родину). В 1903 г. граф Зубов на свои капиталы рядом с Хохловкой построил и пустил в эксплуатацию винный завод (после 1917 г. он стал винзаводом № 7, а впоследствии спиртзаводом, просуществовал до 1958 г.). Дармовая рабочая сила и дешевое сырье (пшеница и картофель) обеспечивали его предприимчивому владельцу большие барыши (некоторые постройки спиртзавода из красного кирпича сохранились до наших дней).
Посёлок Гимово образован в 1923 г. и назван по фамилии ветерана трёх революций, руководителя симбирских большевиков – М. А. Гимова) и винзавода № 7, а также в расположенных в 1-1,5 км от них поселках Муравей, Колос и хуторе Васяева, в общей сложности насчитывалось 41 двор, в т.ч. 10 дворов «не крестьянского типа», и 161 человек жителей. В дальнейшем все эти небольшие отдельные посёлки объединились в одно селение, получившее нынешнее название.
До февраля 1984 года посёлок был центральной усадьбой крупного откормочного совхоза им. Гимова в составе 7 ближайших сёл и деревень с общей площадью земли в 15368 га, затем - центр одноименного совхоза (коопхоза), в котором, кроме него, осталось две небольшие деревни - Крюковка и Карамзинка (остальные 4 села образовали новое хозяйство - коопхоз «Путиловский»). В нём ныне 5043 га земли, в т.ч. 4065 га пашни.
В 1976 году в новом типовом двухэтажном здании открылась школа на 250 учебных мест, в 1990 г. в ней создан музей М. А. Гимова.
В 2005 г. постановлением Правительства РФ посёлок центральной усадьбы совхоза имени Гимова переименован в Гимово.

## Население
| 2010 |
| ---- |
| 362  |

## Достопримечательности
- Памятник воинам-землякам, погибшим в Великой Отечественной войне (9 мая 1975 г.) [4]
- Музей М. А. Гимова[5].
- Бюст В.И.Ленина.

## Инфраструктура
- На селе имеется сельский дом культуры, библиотека, отделение связи, торгово- розничные предприятия, врачебная амбулатория и аптека, магазины и столовая.